# 基因组岛
基因组岛（英語：Genomic island，GI）是指一个基因組中，有证据显示可能来源于基因水平轉移的一段。这一术语通常用于描述微生物，特别是细菌的基因组。GI中的基因可以编码多种功能的蛋白质，可以参与细菌共生或病理过程，并且可以帮助微生物适应环境。例如，和病原微生物发病机制相关的GI通常被称为致病岛（Pathogenicity island，PAI，或译为毒力岛），带有许多抗生素抗性基因的GIs通常被称作抗生素抗药性岛（antibiotic resistance island，简称抗药岛）。相同的GI可以通过各种基因水平转移方式（如转化、转导、接合）而出现在亲缘关系较远的微生物基因组中，这使得科学家可以通过碱基CG含量比的不同，以及系統發生樹分析找出基因组岛。

## 例子
在许多细菌的基因组中，III型分泌系统和IV型分泌系统都位于基因组岛上。